# Генрік Надлер
Генрік Надлер (угор. Nádler Henrik, нар. 19 березня 1901 — пом. 12 травня 1944) — угорський футболіст, що грав на позиції півзахисника. У складі клубу МТК сім разів був чемпіоном Угорщини. Гравець національної збірної Угорщини.

## Клубна кар'єра
У складі столичного МТК дебютував 15 лютого 1920 року у грі проти Немзеті (4:0). Застав золоту еру клубу, коли команда 10 сезонів поспіль ставала чемпіоном Угорщини. Надлер долучився до шести перемог з цієї серії в 1920—1925 роках. В 1923 і 1925 роках також здобував Кубок Угорщини. Загалом у складі клубу виступав протягом 11 сезонів. Твердим гравцем основи вважався в 1922—1927 роках.
Після введення професіоналізму в 1926 році клуб змінив назву на «Хунгарія». Сьомий титул чемпіона Надлер завоював з командою в 1929 році, зігравши у цьому сезоні лише два матчі.
Усього у складі МТК-«Хунгарії» Надлер зіграв у чемпіонаті 106 матчів, забив 7 голів і отримав 4 вилучення. Один поєдинок є на його рахунку в Кубку Мітропи, зіграний у 1927 році.
У сезоні 1929/30 виступав у Австрії в клубі «Хакоах», у складі якого зіграв 4 матчі у чемпіонаті, а сама команда посіла передостаннє місце і вибула у нижчий дивізіон.

## Виступи за збірну
4 червня 1924 року дебютував в офіційних матчах у складі національної збірної Угорщини в грі проти збірної Франції (1:0). У тому ж році потрапив до заявки збірної на Олімпійські ігри у Франції, але на поле не виходив. Збірна Угорщини в другому раунді несподівано вилетіла від скромної збірної Єгипту. Загалом зіграв за команду 7 матчів у 1924—1926 роках.
Три матчі зіграв у складі збірної Будапешта у 1924—1925 роках. Зокрема, був учасником перемог на збірними міст Руан (Франція) (5:0, 1926) і Таллін (Естонія) (7:0, 1924), а також матчу зі збірної іспанської провінції Андалузія (0:0, 1925). 
Під час Другої світової війни єврей за національністю Надлер помер у трудовому концтаборі в травні 1944 року.

## Досягнення
- Чемпіон Угорщини: 1919–20, 1920–21, 1921–22, 1922–23, 1923–24, 1924–25, 1928–29
- Срібний призер Чемпіонату Угорщини: 1925–26, 1927–28
- Володар Кубка Угорщини: 1923, 1925

## Статистика виступів за збірну
| Дата       | Місто     | Господарі  | Результат | Гості     | Турнір           | Голи | Примітки |
| ---------- | --------- | ---------- | --------- | --------- | ---------------- | ---- | -------- |
| 06/04/1924 | Будапешт  | Угорщина   | 7 – 1     | Італія    | товариський матч | -    |          |
| 31/08/1924 | Будапешт  | Угорщина   | 4 – 0     | Польща    | товариський матч | -    |          |
| 25/03/1925 | Будапешт  | Угорщина   | 5 – 0     | Швейцарія | товариський матч | -    |          |
| 21/05/1925 | Будапешт  | Угорщина   | 1 – 3     | Бельгія   | товариський матч | -    |          |
| 12/07/1925 | Стокгольм | Швеція     | 6 – 2     | Угорщина  | товариський матч | -    |          |
| 02/05/1926 | Будапешт  | Угорщина   | 0 – 3     | Австрія   | товариський матч | -    |          |
| 26/12/1926 | Порту     | Португалія | 3 – 3     | Угорщина  | товариський матч | -    |          |
| Усього     |           | Матчів     | 7         |           | Голів            | 0    |          |